# Des Moines
Des Moines (AFI: [dɨˈmɔɪn], ) è una città statunitense di 214.133 abitanti, capitale dello Stato dell'Iowa e capoluogo della contea di Polk. Situata alla confluenza dei fiumi Des Moines e Raccoon, nella parte centro-meridionale dello stato dell'Iowa, Des Moines è un importante centro economico, finanziario e culturale.

## Geografia fisica

### Territorio
Des Moines è situata nella parte centro-meridionale dello Iowa, nel cuore del cosiddetto "Corn Belt" (Fascia del mais). Il fiume Des Moines e il fiume Raccoon si incontrano proprio a sud del centro cittadino, in prossimità del bacino idrico artificiale di Red Rock che fornisce l'acqua potabile alla città. La presenza dei due fiumi è stata causa di alluvioni; particolarmente gravi quelle avvenute nel 1851 e nel 1993.
Secondo l'Ufficio del censimento degli Stati Uniti d'America (United States Census Bureau), Des Moines ha una superficie totale di 209,45 km², di cui 4,48 km² di acque interne. Des Moines è al centro di un'area metropolitana, chiamata ufficialmente "Metropolitan Statistical Area" (MSA), che comprende i territori di sei contee dell'Iowa centrale: Polk, Dallas, Warren, Madison, Guthrie e, dal settembre 2018, Jasper. La popolazione delle sei contee era di 606 475 abitanti nel 2010 (popolazione stimata nel 2017: 682 877 abitanti).

### Clima
Poiché Des Moines è posta in una regione interna dell'America settentrionale, dove non arrivano gli effetti mitigatori dei mari, il clima è continentale, con inverni rigidi, senza stagione secca ed estati calde (Classificazione dei climi di Köppen: Dfa)
| Des Moines          | Mesi  | Mesi | Mesi | Mesi | Mesi | Mesi  | Mesi | Mesi  | Mesi | Mesi | Mesi | Mesi | Stagioni | Stagioni | Stagioni | Stagioni | Anno  |
| Des Moines          | Gen   | Feb  | Mar  | Apr  | Mag  | Giu   | Lug  | Ago   | Set  | Ott  | Nov  | Dic  | Inv      | Pri      | Est      | Aut      | Anno  |
| ------------------- | ----- | ---- | ---- | ---- | ---- | ----- | ---- | ----- | ---- | ---- | ---- | ---- | -------- | -------- | -------- | -------- | ----- |
| T. max. media (°C)  | −2,2  | 0,9  | 8,3  | 16,6 | 22,8 | 27,9  | 30,4 | 29,0  | 24,2 | 17,9 | 8,9  | 0,3  | −0,3     | 15,9     | 29,1     | 17,0     | 15,4  |
| T. media (°C)       | −7,0  | −4,1 | 2,9  | 10,5 | 16,8 | 22,1  | 24,8 | 23,3  | 18,4 | 11,9 | 3,9  | −4,2 | −5,1     | 10,1     | 23,4     | 11,4     | 9,9   |
| T. min. media (°C)  | −11,8 | −9,1 | −2,4 | 4,4  | 10,8 | 16,2  | 19,2 | 17,6  | 12,5 | 5,9  | −1,2 | −8,8 | −9,9     | 4,3      | 17,7     | 5,7      | 4,4   |
| Precipitazioni (mm) | 24,4  | 28,2 | 59,2 | 85,3 | 93,0 | 113,3 | 96,0 | 106,7 | 89,7 | 66,5 | 45,5 | 33,5 | 86,1     | 237,5    | 316,0    | 201,7    | 841,3 |

## Origine del nome
La città di Des Moines prende il nome dal "Fort Des Moines", un forte fondato nel 1843 all'incrocio dei fiumi Raccoon e Des Moines per proteggere i diritti dei nativi americani Sauk e Meskwaki; evidentemente il forte prese il nome dal Des Moines, chiamato in tal modo anche quando il territorio faceva parte della Louisiana francese. Alcuni ritengono che il nome del fiume sia derivato dall'espressione francese de moyen ("di mezzo") dato che il fiume Des Moines scorreva in posizione mediana fra i fiumi Missouri e Mississippi; altri ritengono che il nome avesse a che fare con dei monaci (in francese: moines) trappisti che si sarebbero insediati nel Monk's Mound (in francese: Tumulus du Moine) nel Cahokia, in prossimità della confluenza del fiume Des Moines nel Missouri. Lo storico Virgil Vogel ritiene che "Moines" derivi dal termine algonquiano "Moingona" che indica degli uccelli acquatici del genere Gavia diffusi in prossimità del fiume.

## Storia

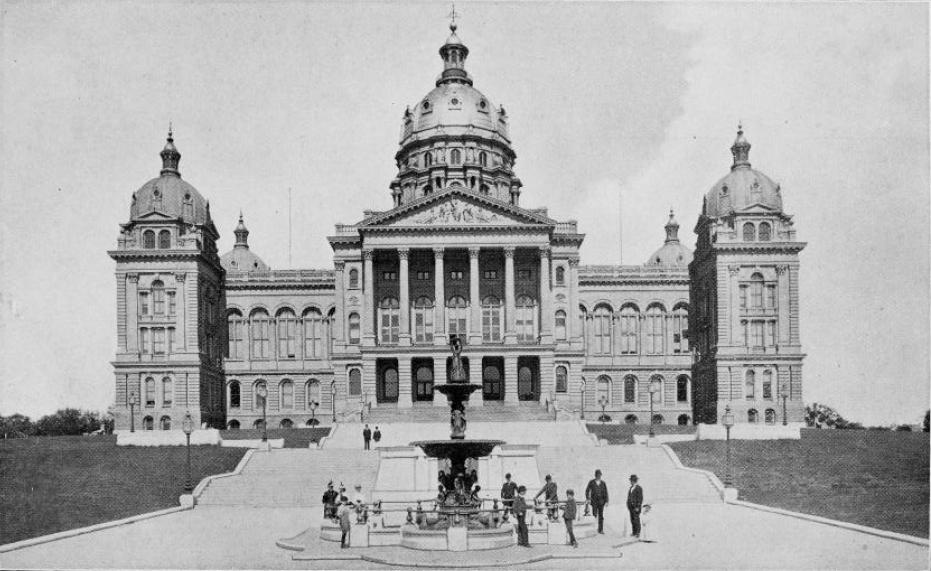
Des Moines Capitol building, 1917

Le prime tracce di insediamenti nell'area sulla quale sorge la città di Des Moines risalgono all'epoca preistorica. Nel dicembre 2010, nel corso di scavi eseguiti per la costruzione di una nuova rete fognaria, è stato portato alla luce nel centro cittadino un vasto sito, detto "Palace", risalente a circa 7 000 anni fa, con resti di costruzioni ben conservate, numerose tombe e oltre 6 000 manufatti. In prossimità del centro cittadino fra il 1300 e il 1700 d.C. sono sorti almeno tre villaggi. Inoltre, i primi coloni europei hanno osservato da 15 a 18 mound (tumuli preistorici dei nativi americani); ma sono stati tutti distrutti nel corso dello sviluppo della città moderna.
La maggior parte dei primi nativi americani apparteneva alla famiglia delle lingue siouan, sebbene nell'Iowa orientale predominassero tribù di lingue algonchine che dopo il XVII secolo spodestarono le tribù occidentali in seguito a sanguinosi conflitti. La tribù degli Iowa fu praticamente distrutta poco prima dell'insediamento dei bianchi. Tutte le tribù indiane cedettero le loro terre attraverso trattati e acquisti negli anni trenta e quaranta dell'800.
Des Moines fu fondata nel maggio 1843, quando il capitano James Allen costruì un forte nel punto di confluenza del fiume Raccoon nel Des Moines. Allen avrebbe voluto chiamare l'insediamento "Fort Raccoon", ma il Dipartimento della Guerra gli ordinò di chiamarlo Fort Des Moines. Il forte, costruito per controllare i Sauk e i Meskwaki, fu abbandonato nel 1846 quando i nativi americani furono deportati.
L'afflusso di coloni cominciò a formare un piccolo insediamento attorno al forte, che il 25 maggio 1846 divenne il capoluogo della contea di Polk. Il 22 settembre 1851 Fort Des Moines divenne una città e il suo statuto fu approvato il 18 ottobre. Nel 1857, il nome fu abbreviato in Des Moines e la città fu scelta come capitale dell'Iowa in sostituzione di Iowa City. La crescita fu lenta durante il periodo della guerra civile americana; la crescita in dimensioni e importanza fu invece notevole dopo che nel 1866 fu completato un collegamento ferroviario. Intanto, nel 1864 era stata aperta la prima miniera per l'estrazione del carbone; l'attività estrattiva fu intensa (nel 1883 erano in attività 23 miniere) e cessò negli anni dieci del '900 per l'esaurimento delle riserve. Nel 1880 Des Moines, con una popolazione di 22 408 abitanti, era la più grande città dell'Iowa.
Agli inizi del XX secolo la città intraprese un programma di rinnovamento architettonico e urbanistico "City Beautiful". Nel 1907 la città adottò un tipo di governo locale sul modello del "City commission government", noto come "Des Moines Plan", costituito da un sindaco e da quattro commissari (responsabili dei lavori pubblici, della proprietà pubblica, della salute pubblica e delle finanze), tutti eletti direttamente dal corpo elettorale locale. Nel 1950 questa forma di governo fu sostituita da un governo di tipo council-manager simile a quello delle società per azioni: il consiglio municipale ha un ruolo paragonabile a un consiglio di amministrazione, mentre il sindaco ha una funzione pressoché cerimoniale. Nel 1967 è stata modificata l'elezione dei consiglieri, quattro dei quali sono eletti in collegi uninominali ("wards") e tre col sistema proporzionale.

## Società
Al censimento del 2000 la popolazione cittadina ammontava a 198 682 abitanti, saliti a 203 433 abitanti dieci anni dopo, con un incremento di 4 751 abitanti (+2,4%) e una densità di popolazione di 2 515,6 abitanti/km². Vi sono 88 729 unità abitative/km² con una densità media di 423,6 unità/km². L'età media in città è di 33,5 anni. Il 24,8% dei residenti ha meno di 18 anni; il 10,9% un'età compresa tra 18 e 24 anni; il 29,4% fra 25 e 44; il 23,9% era fra 45 a 64; e l'11% 65 anni o più. In città, il 51,1% degli abitanti è di genere femminile, il 48,9% di genere maschile.

## Cultura

### Istruzione

#### College e università
- AIB College of Business
- Des Moines University
- Des Moines Area Community College
- Drake University
- Grand View College
- Hamilton College - a Urbandale
- Mercy College of Health Sciences
- Simpson College - ad Ankeny e West Des Moines
- Upper Iowa University
- William Penn University

#### Musei
- Des Moines Art Center[23]
- Des Moines Police Museum & Historical Society
- Fort Des Moines Museum and Education Center
- Jordan House Museum
- Salisbury House[24]
- Science Center of Iowa[25]
- State Historical Society of Iowa[26]
- Wallace House Museum
- World Food Prize Hall of Laureates
- Wells Fargo History Museum

### Media
Il quotidiano locale è The Des Moines Register, fondato nel 1849 e di proprietà del gruppo Gannett.

## Infrastrutture e trasporti
La città è servita dall'Aeroporto Internazionale di Des Moines.

## Amministrazione

### Gemellaggi
- Naucalpan
- Saint-Étienne, dal 1984
- Shijiazhuang
- Stavropol'
- Catanzaro